# Крук, Эдвард
Э́двард Крук мла́дший (англ. Edward Crook, Jr.; 19 апреля 1929, Детройт — 25 июля 2005, Монтгомери) — американский боксёр второй средней весовой категории, выступал за сборную США в конце 1950-х годов. Чемпион летних Олимпийских игр в Риме, победитель многих международных турниров и национальных первенств. Ветеран войны во Вьетнаме.

## Биография
Эдвард Крук родился 19 апреля 1929 года в Детройте (штат Мичиган). Активно заниматься боксом начал в раннем детстве, затем продолжил подготовку во время службы в вооружённых силах. В 1956 году пытался пройти отбор на Олимпийские игры в Мельбурн, однако на отборочных соревнованиях проиграл соотечественнику Хосе Торресу и вынужден был отказаться от поездки. Несмотря на неудачу, продолжил тренироваться и регулярно выходить на ринг, так, выиграл два турнира «Золотые перчатки», в 1959 и 1960 годах завоевал золотые медали на чемпионатах мира среди военнослужащих. Благодаря череде удачных выступлений удостоился права защищать честь страны на летних Олимпийских играх в Риме, где одолел всех своих соперников во второй средней весовой категории и получил золотую награду.
В отличие от большинства американских боксёров, Крук не стал переходить в профессионалы, вместо этого он предпочёл карьеру военного. В составе армии США дважды побывал на Вьетнамской войне, вернулся в звании главного сержанта формирования сухопутных войск. За боевые заслуги награждён двумя «Пурпурными сердцами», «Серебряной звездой», «Бронзовой звездой». После увольнения из армии играл на позиции квотербека в немецкой команде по американскому футболу «Берлин Беарс», получил несколько наград в этом амплуа, в частности, неоднократно признавался самым ценным игроком. В поздние годы работал инструктором по физической подготовке в Университете штата Миссисипи имени Алкорна. Умер 25 июля 2005 года в городе Монтгомери, штат Алабама.